# Fernando Rodney
Fernando Rodney (né le 18 mars 1977 à Samaná, République dominicaine) est un lanceur de relève droitier qui a joué dans la Ligue majeure de baseball de 2002 à 2019.
Il détient le record de la meilleure moyenne de points mérités en une saison pour un lanceur de relève : 0,60 en 74 manches et deux tiers lancées en 2012 pour les Rays de Tampa Bay.
Il est le stoppeur de l'équipe de République dominicaine qui remporte la Classique mondiale de baseball 2013.

## Carrière

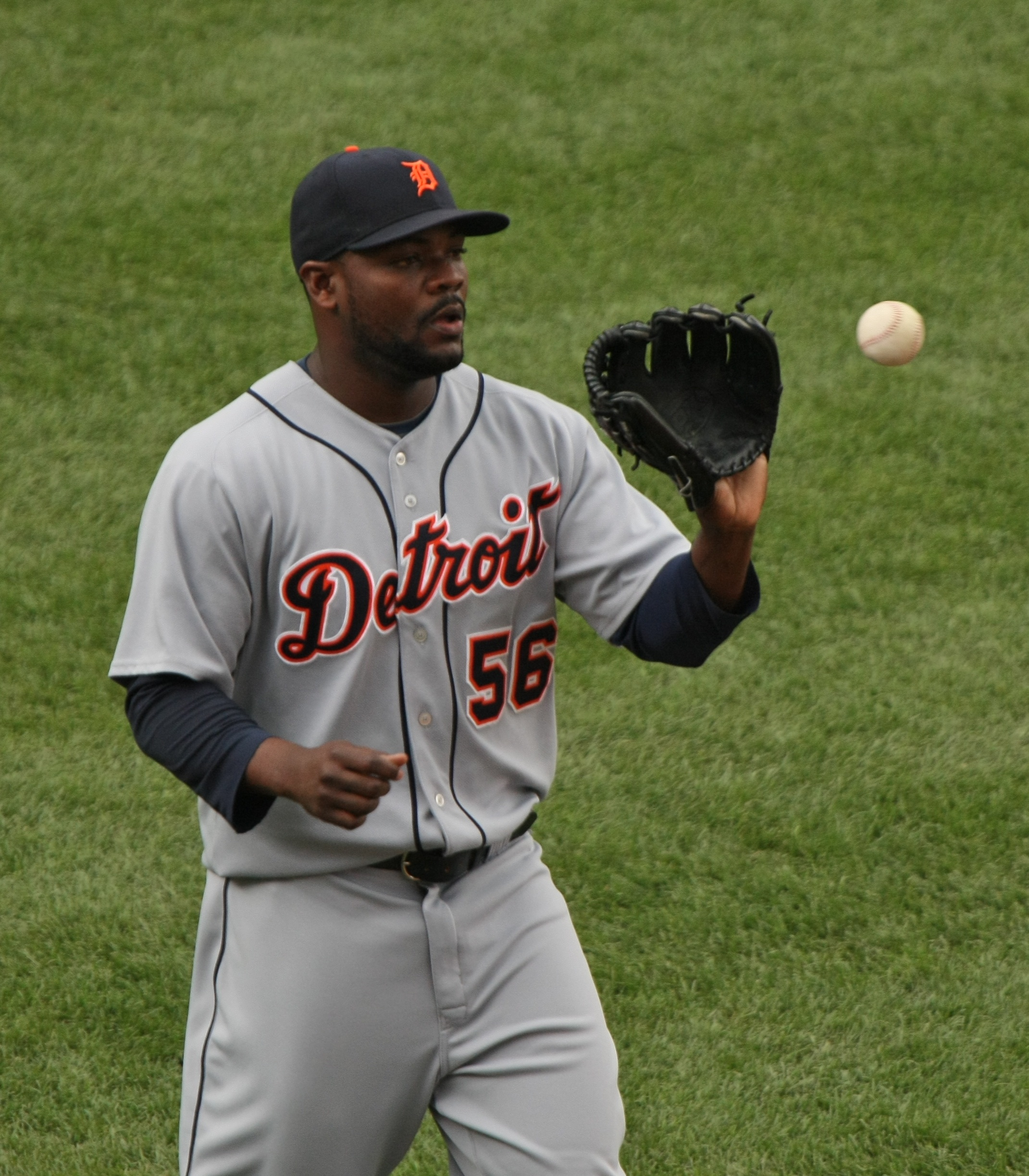
Fernando Rodney en 2009 avec les Tigers.

### Tigers de Detroit
Fernando Rodney est récruté comme agent libre amateur en 1997 par les Tigers de Détroit. Il passe trois saisons (1999-2001) en ligues mineures avant d'effectuer ses débuts en Ligue majeure le 4 mai 2002.
En 2005, il affiche une moyenne de points mérités de 2,86 en 44 manches de travail au monticule.
En 2006, il maintient sa moyenne à 3,52 points mérités accordés par partie à l'adversaire, remporte 7 matchs contre 4 défaites. Participant pour la première fois aux séries éliminatoires, il blanchit les Athletics d'Oakland en trois manches et deux tiers dans les trois parties de Série de championnat de la Ligue américaine où il apparaît. Il accorde quatre points, mais seulement deux mérités, en quatre manches dans la Série mondiale 2006 que les Tigers perdent face aux Cardinals de Saint-Louis. Sa moyenne de points mérités est de 2,35 en sept parties dans les éliminatoires de l'automne 2006.
Les saisons 2007 et 2008 sont plus difficiles. La première de ces deux saisons, sa fiche victoires-défaites est de 2-6 avec une moyenne de points mérités de 4,26 en 50 manches et deux tiers lancées. En 2008, il perd six décisions sans mériter de victoires et sa moyenne s'élève à 4,91 en 40,1 manches lancées. Il réussit cependant 13 sauvetages. Son nombre de retraits sur des prises demeure pendant ces deux années plus élevé que son total de manches lancées, avec 54 et 49 retraits au bâton respectivement.
En 2009, Rodney est le lanceur de la Ligue américaine qui apparaît dans le plus grand nombre de matchs (65). Il s'impose comme stoppeur des Tigers et enregistre 37 sauvetages. Sa moyenne de points mérités est à 4,40 en 75 manches et deux tiers lancées. Il remporte deux victoires contre cinq défaites.
Pré-sélectionné avec l'équipe de République dominicaine, il ne participe finalement pas à la Classique mondiale de baseball 2009.

### Angels de Los Angeles
Il rejoint les Angels de Los Angeles le 23 décembre 2009. Il amorce l'année au poste de stoppeur puisque Brian Fuentes est hors-jeu, blessé au dos. Par la suite, Rodney lance habituellement la 8e manche pour préparer l'arrivée dans le match de Fuentes. Lorsque ce dernier est échangé aux Twins du Minnesota en août, c'est Rodney qui le remplace pour terminer les matchs des Angels, mais il gâche quatre situations de sauvetages dans le seul mois de septembre, pour un total de 7 sabotages durant la saison.
En 2011, le manager des Angels Mike Scioscia laisse savoir qu'il n'a pas l'intention de confier la mission de stoppeur à Rodney, préférant tôt dans la saison utiliser Jordan Walden, une recrue.

### Rays de Tampa Bay

#### Saison 2012

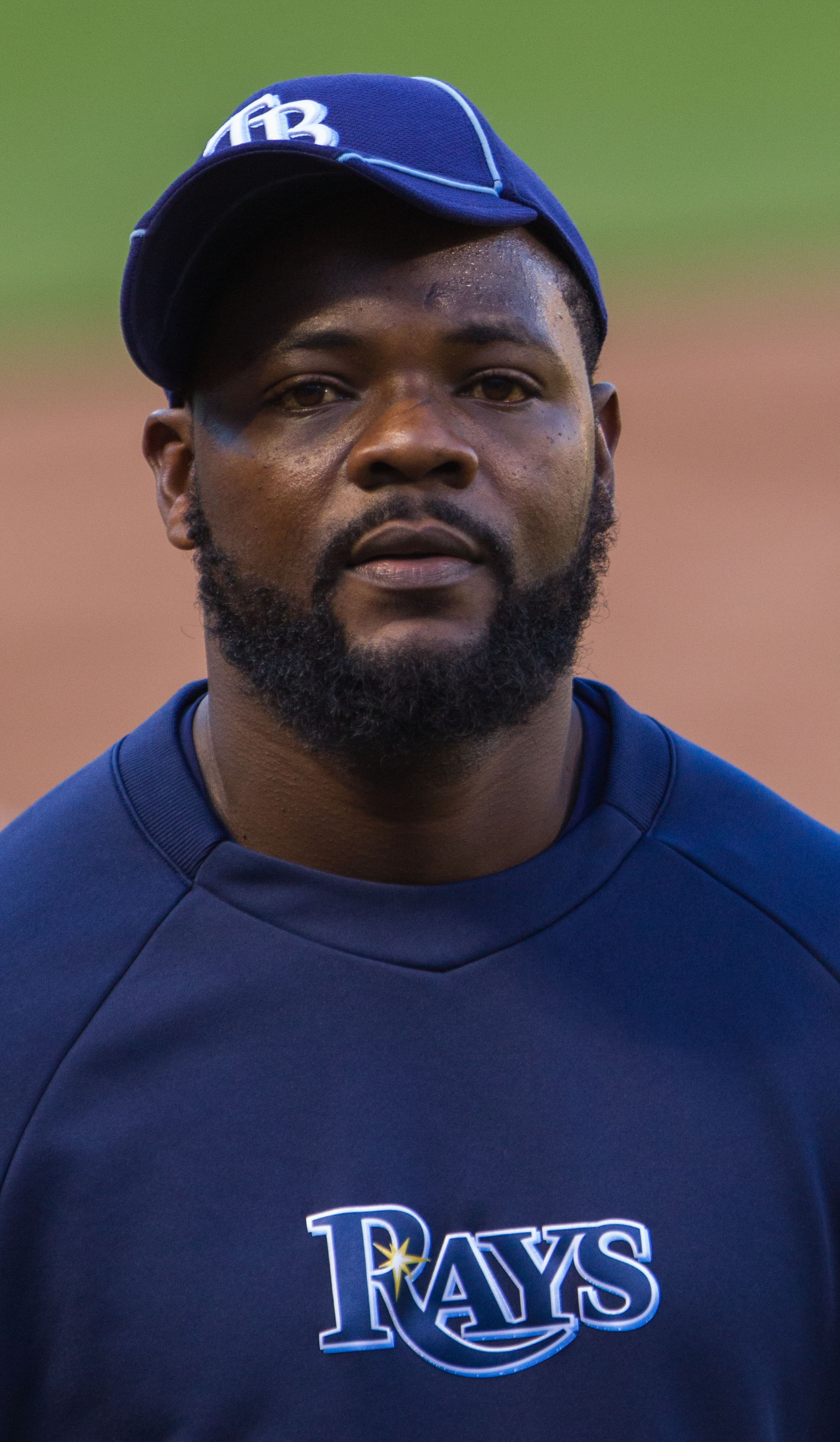
Fernando Rodney en 2012.

Le 4 janvier 2012, Rodney signe un contrat d'une saison pour deux millions de dollars avec les Rays de Tampa Bay. À l'âge de 35 ans et à sa 11e saison dans le baseball majeur, Rodney est invité pour la toute première fois au match des étoiles.
Rodney établit en 2012 le record de la meilleure moyenne de points mérités en une saison pour un lanceur de relève. Sa moyenne de 0,60 en 74 manches et deux tiers lancées pour les Rays bat la moyenne de 0,61 en 73 manches et un tiers de Dennis Eckersley pour les A's d'Oakland de 1990. Rodney n'accorde que 5 points mérités durant toute la saison.

#### Classique mondiale de baseball 2013
Au printemps suivant, Rodney remporte la Classique mondiale de baseball 2013 avec l'équipe de République dominicaine. Il réalise 7 sauvetages durant le tournoi et protège notamment la victoire de 3-0 de son club en finale contre Porto Rico. Il n'accorde aucun point et seulement un coup sûr en 7 manches et un tiers durant la compétition.

#### Saison 2013
Malgré la victoire dans la Classique mondiale, Rodney ne s'avère pas aussi efficace en 2013 pour les Rays. Il faillit souvent à la tâche et, malgré 37 sauvetages, il sabote 8 avances des Rays durant la saison régulière. Sa moyenne de points mérités bondit à 3,38 en 66 manches et deux tiers lancées lors de 55 sorties. Il réalise 37 sauvetages, enregistre 82 retraits sur des prises, gagne 5 matchs et en perd 4. Il accorde aussi 36 buts-sur-balles, plus du double de ses 15 de la saison précédente.

### Mariners de Seattle

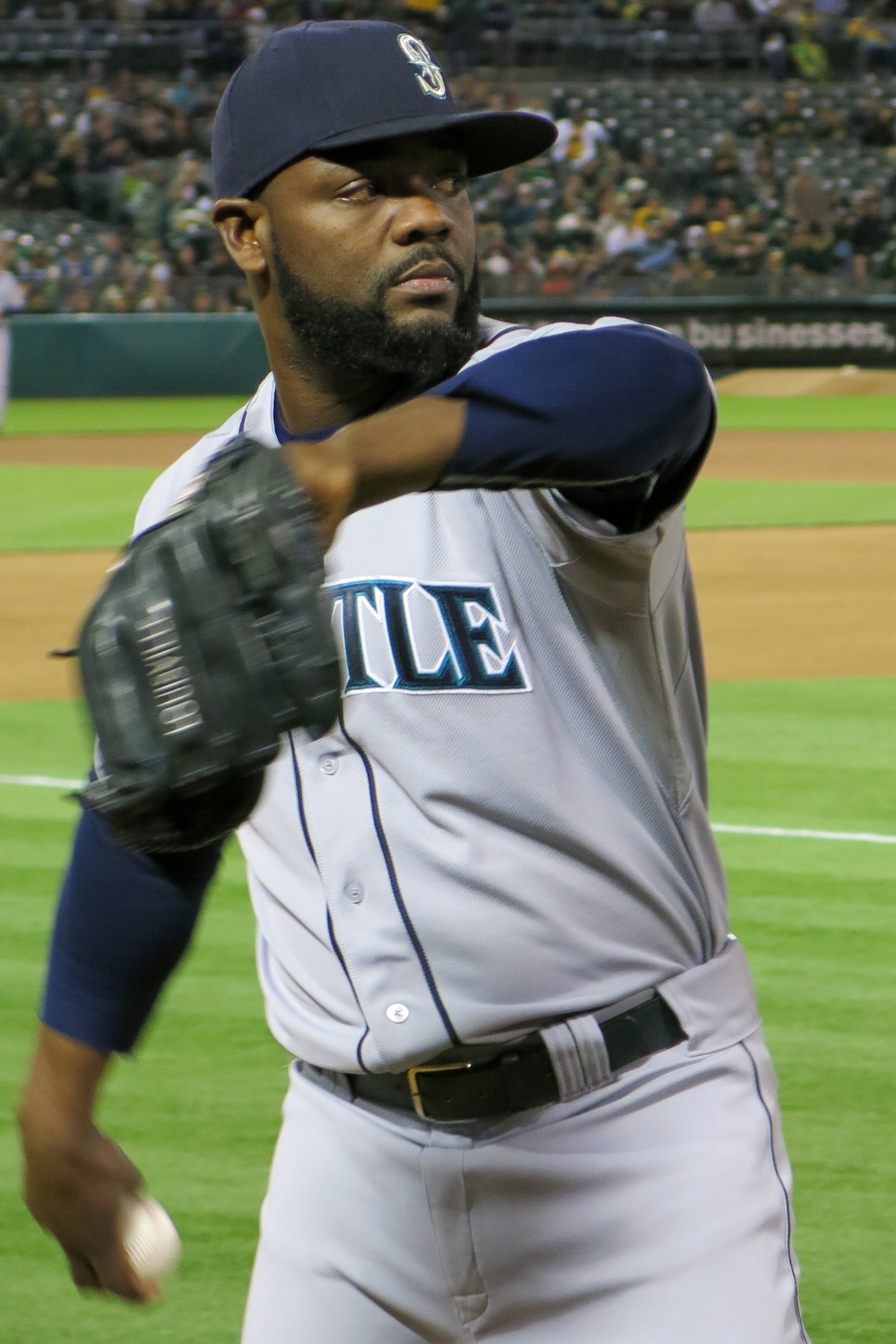
Fernando Rodney en 2014 avec les Mariners de Seattle.

Le 13 février 2014, alors que s'ouvrent les camps d'entraînement, Rodney, qui est toujours agent libre, conclut une entente de 14 millions de dollars pour deux saisons chez les Mariners de Seattle. Il honore une deuxième sélection au match des étoiles en 2014.
Malgré six défaites pour une seule victoire, Rodney maintient une moyenne de points mérités de 2,85 en 66 manches et un tiers au monticule en 2014 et mène le baseball majeur avec 48 sauvetages, ce qui égale son meilleur total réalisé en 2012 avec Tampa Bay. Il enregistre 76 retraits sur des prises. Ses 64 matchs joués représentent le plus grand total cette année-là pour un lanceur de la Ligue américaine.

### Cubs de Chicago
Les Mariners étant virtuellement éliminés de la course aux éliminatoires, ils échangent Rodney aux Cubs de Chicago le 27 août 2015 contre un joueur à être nommé plus tard.
En 14 sorties et 12 manches lancées pour les Cubs en fin de saison régulière 2015, Rodney n'alloue qu'un point mérité pour une moyenne de 0,75. Il abaisse ainsi à 4,74 sa moyenne pour l'année entre Seattle et Chicago, sa plus élevée depuis 2008. Il effectue deux sorties en éliminatoires pour les Cubs.

### Padres de San Diego
Le 4 février 2016, Rodney signe un contrat de deux millions de dollars pour une saison avec les Padres de San Diego. Il n'accorde que deux points, dont un seul mérité, en 28 manches et deux tiers lancées pour San Diego, ce qui lui donne une moyenne de points mérités de 0,31 en 28 sorties. Il protège 17 victoires des Padres.

### Marlins de Miami
Le 30 juin 2016, San Diego échange Rodney aux Marlins de Miami pour le lanceur droitier des ligues mineures Chris Paddack. Peu après l'échange, il représente les Marlins au match des étoiles, pour sa 3e sélection en carrière à l'événement de mi-saison. Mais ses succès à San Diego ne se répètent pas à Miami, bien au contraire : en 36 manches et deux tiers lancées pour les Marlins, sa moyenne de ponts mérités se chiffre à 5,89. Il complète sa saison 2016 avec une moyenne de 3,44 en 65 manches et un tiers de travail et 25 sauvetages pour deux clubs.

### Diamondbacks de l'Arizona
Le 9 décembre 2016, Rodney signe un contrat avec les Diamondbacks de l'Arizona, pour qui il protège 39 victoires en 2017 malgré une moyenne de points mérités (4,23) très élevée pour un stoppeur.

### Twins du Minnesota
Il rejoint les Twins du Minnesota le 15 décembre 2017.

## Statistiques
| Saison | Équipe    | G   | GS | CG | SHO | V  | D  | SV | IP    | SO  | ERA  |
| ------ | --------- | --- | -- | -- | --- | -- | -- | -- | ----- | --- | ---- |
| 2002   | Détroit   | 20  | 0  | 0  | 0   | 1  | 3  | 0  | 18.0  | 10  | 6,00 |
| 2003   | Détroit   | 27  | 0  | 0  | 0   | 1  | 3  | 3  | 29.2  | 33  | 6,07 |
| 2005   | Détroit   | 39  | 0  | 0  | 0   | 2  | 3  | 9  | 44.0  | 42  | 2,86 |
| 2006   | Détroit   | 63  | 0  | 0  | 0   | 7  | 4  | 7  | 71.2  | 65  | 3,52 |
| 2007   | Détroit   | 48  | 0  | 0  | 0   | 2  | 6  | 1  | 50.2  | 54  | 4,26 |
| 2008   | Détroit   | 38  | 0  | 0  | 0   | 0  | 6  | 13 | 40.1  | 49  | 4,91 |
| 2009   | Détroit   | 73  | 0  | 0  | 0   | 2  | 5  | 37 | 75.2  | 61  | 4,40 |
| 2010   | LA Angels | 72  | 0  | 0  | 0   | 4  | 3  | 14 | 68.0  | 53  | 4,24 |
| Totaux | Totaux    | 380 | 0  | 0  | 0   | 19 | 33 | 84 | 398.0 | 367 | 4,27 |

| Saison | Équipe  | G | GS | CG | SHO | V | D | SV | IP  | SO | ERA  |
| ------ | ------- | - | -- | -- | --- | - | - | -- | --- | -- | ---- |
| 2006   | Détroit | 7 | 0  | 0  | 0   | 0 | 0 | 0  | 7.2 | 9  | 2,35 |
| Totaux | Totaux  | 7 | 0  | 0  | 0   | 0 | 0 | 0  | 7.2 | 9  | 2,35 |

Note: G = Matches joués ; GS = Matches comme lanceur partant ; CG = Matches complets ; SHO = Blanchissages ; 
V = Victoires ; D = Défaites ; SV = Sauvetages ; IP = Manches lancées ; SO = retraits sur des prises ; ERA = Moyenne de points mérités.